# Marina Kiehl
Marina Kiehl (Monaco di Baviera, 12 gennaio 1965) è un'ex sciatrice alpina tedesca che gareggiò per la nazionale tedesca occidentale, campionessa olimpica nella discesa libera a Calgary 1988 e vincitrice di due Coppe del Mondo di specialità.

## Biografia

### Stagioni 1982-1985
Sciatrice polivalente, Marina Kiehl ottenne il suo primo risultato di rilievo in Coppa del Mondo il 18 dicembre 1981 sulle nevi di Piancavallo giungendo 15ª in combinata; nella stagione successiva ai Mondiali juniores di Sestriere 1983 conquistò la medaglia d'oro nella discesa libera. L'8 gennaio 1984 a Puy-Saint-Vincent salì per la prima volta sul podio in Coppa del Mondo, classificandosi al 3º posto nella combinata vinta dalla canadese Gerry Sorensen e davanti alla compagna di squadra Irene Epple; nella stessa stagione partecipò ai XIV Giochi olimpici invernali di Sarajevo 1984, sua prima presenza olimpica, concludendo 6ª nella discesa libera e 5ª nello slalom gigante. Il 4 marzo dello stesso anno conquistò il primo successo in Coppa del Mondo, nel supergigante disputato a Mont-Sainte-Anne.
Convocata per i Mondiali di Bormio 1985, si piazzò 11ª nella discesa libera, 5ª nello slalom gigante e 10ª nella combinata; in quella stessa stagione 1984-1985 si aggiudicò la Coppa del Mondo di slalom gigante (chiuse a pari punti con Michela Figini, ma il trofeo fu assegnato alla tedesca per i migliori piazzamenti complessivi) e raggiunse il 4º posto nella classifica generale, suo miglior piazzamento in carriera, con otto podi e tre vittorie.

### Stagioni 1986-1988
Nella stagione 1985-1986 aggiunse al palmarès un altro trofeo, la Coppa del Mondo di supergigante, vinta con 19 punti di vantaggio sulla canadese Liisa Savijarvi. Fu al cancelletto di partenza anche ai Mondiali di Crans-Montana 1987, sua ultima presenza iridata, dove giunse 4ª nella discesa libera e 6ª nello slalom gigante; nel 1987 conquistò anche l'ultimo successo in Coppa del Mondo, nel supergigante di Vail del 15 marzo, e l'ultimo podio, piazzandosi 2ª il 5 dicembre a Val-d'Isère in discesa libera dietro all'elvetica Chantal Bournissen per 13 centesimi di secondo.
Nella stessa stagione raggiunse l'apice della carriera vincendo la medaglia d'oro nella discesa libera ai XV Giochi olimpici invernali di Calgary 1988, sua ultima presenza olimpica, davanti alla svizzera Brigitte Oertli e alla canadese Karen Percy; si classificò inoltre 13ª nel supergigante e non completò lo slalom gigante. L'ultimo piazzamento della sua attività agonistica fu il 12º posto ottenuto nello slalom gigante di Coppa del Mondo disputato il 23 marzo 1988 a Saalbach-Hinterglemm, e si ritirò appena ventitreenne.

## Palmarès

### Olimpiadi
- 1 medaglia:
  - 1 oro (discesa libera a Calgary 1988)

### Mondiali juniores
- 1 medaglia:
  - 1 oro (discesa libera a Sestriere 1983)

### Coppa del Mondo
- Miglior piazzamento in classifica generale: 4ª nel 1985
- Vincitrice della Coppa del Mondo di supergigante nel 1986
- Vincitrice della Coppa del Mondo di slalom gigante nel 1985
- 18 podi (2 in discesa libera, 9 in supergigante, 4 in slalom gigante, 3 in combinata):
  - 7 vittorie
  - 5 secondi posti
  - 6 terzi posti

#### Coppa del Mondo - vittorie
| Data             | Località             | Paese       | Specialità |
| ---------------- | -------------------- | ----------- | ---------- |
| 4 marzo 1984     | Mont-Sainte-Anne     | Canada      | SG         |
| 15 dicembre 1984 | Madonna di Campiglio | Italia      | GS         |
| 26 gennaio 1985  | Arosa                | Svizzera    | SG         |
| 10 marzo 1985    | Banff                | Canada      | SG         |
| 7 dicembre 1985  | Sestriere            | Italia      | SG         |
| 16 marzo 1986    | Vail                 | Stati Uniti | SG         |
| 15 marzo 1987    | Vail                 | Stati Uniti | SG         |

Legenda:

SG = supergigante

GS = slalom gigante

### Campionati tedeschi
- 7 medaglie (dati parziali fino alla stagione 1985-1986)[2]:
  - 4 ori (slalom gigante nel 1984; supergigante nel 1986; discesa libera, supergigante nel 1987)
  - 2 argenti (discesa libera nel 1986; slalom gigante nel 1987)
  - 1 bronzo (slalom gigante nel 1988)